# Square René-Viviani

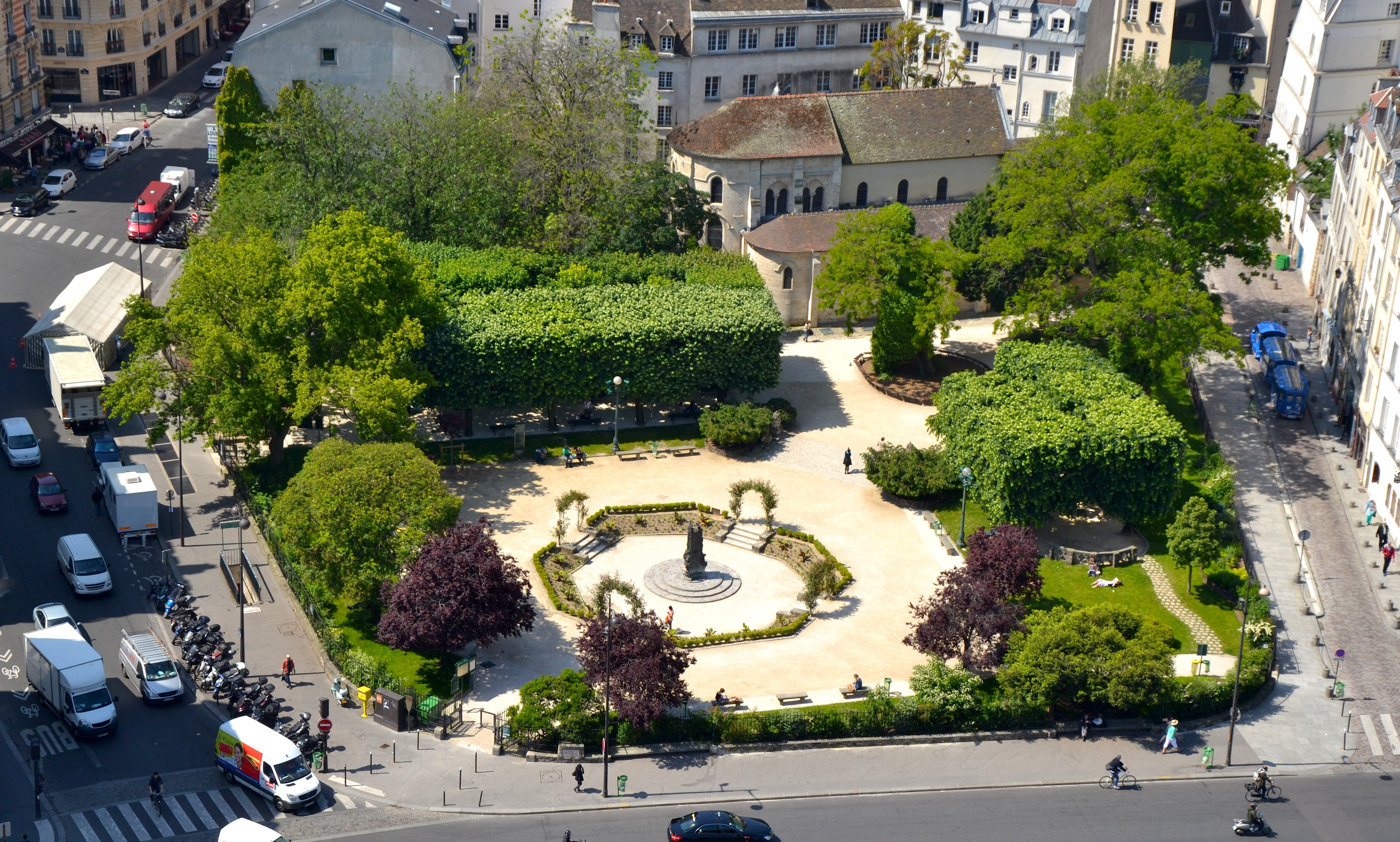
Square René-Viviani i Paris. I bakgrunden syns kyrkan Saint-Julien-le-Pauvre

Square René-Viviani (officiellt namn Square René-Viviani - Montebello) är en park i Paris, belägen mellan Seine och kyrkan Saint-Julien-le-Pauvre i 5:e arrondissementet. Parken, som öppnades 1928, är uppkallad efter politikern René Viviani. 